# 香农极限
香农极限（或称向農容量）指的是在信道上进行无差错传输的理論最大传输速率，是香农定理在有限頻寬的頻道上的理論。換句話說，當訊號傳輸速率尚未達到向農極限時，可以找到零錯誤率的編碼方法。
{\displaystyle C=B\log _{2}\left(1+{\frac {S}{N}}\right)}
- {\displaystyle C}是頻道容量，單位位元速率（bps）[3]
- {\displaystyle B}是頻寬，單位赫茲（Hz）
- {\displaystyle S/N}是訊號雜訊比，此公式需使用S/N的比值來計算，而不是用分貝（dB）